# Бегович, Эна
Э́на Бе́гович (хорв. Ena Begović; 16 июня 1960, Трпань, Хорватия, Югославия — 15 августа 2000, Брач, Хорватия) — хорватская актриса. Лауреат премий «Pula Film Festival of Yugoslavian Films» (1988) в номинации «Лучшая актриса второго плана» за роль Баронессы Кастелли из телесериала «Glembajevi» и «Pula Film Festival» (1997) за роль Хелы Мартинич из фильма «Treća žena».

## Карьера, личная жизнь и смерть
В 1999 году Эна прервала свою 21-летнюю карьеру в кинематографе, снявшись в 28 фильмах и телесериалах. За этот период стала лауреатом премий «Pula Film Festival of Yugoslavian Films» (1988) в номинации «Лучшая актриса второго плана» за роль Баронессы Кастелли из телесериала «Glembajevi» и «Pula Film Festival» (1997) за роль Хелы Мартинич из фильма «Treća žena».
В 2000 году Эна не снялась ни в одном фильме или сериале, посвятив последний год своей жизни Бегович созданию семьи. 1 июня 2000 года Эна вышла замуж за своего давнего возлюбленного — хорватского бизнесмена Иосифа Радельяк, в следующем месяце у них родилась дочь Лана Радельяк, а ещё месяц спустя Эны не стало.
В середине 1990-х годов Эна, управлявшая автомобилем в городе Загреб (Хорватия), попала в тяжёлую автокатастрофу, повлёкшую за собой смерть мотоциклиста, после чего Бегович была приговорена к восьми месяцам условного тюремного заключения с отсрочкой на три года. Она сама чудом выжила. В обвинительном заключении утверждается, что актриса, управляя автомобилем Suzuki Swift, 5 июня 1996 года около 1:45 вечера, вызвала дорожно-транспортное происшествие, на пересечении Ярунской дороги и улицы Марияна Хаберле. Помимо Бегович и погибшего мотоциклист, в этом ДТП серьёзно пострадали пассажир мотоцикла и, находившийся в машине Эны её коллега, актёр Джордже Кукульица, получивший тяжёлые телесные повреждения.
Почти 10 лет спустя, 15 августа 2000 года на острове Брач (Хорватия), Бегович вновь попала в автокатастрофу. На этот раз чуда не произошло — 40-летняя актриса, новоиспечённая жена и мать полуторамесячной дочери Ланы скончалась от тяжёлой травмы головы. Женщина была похоронена на кладбище «Мирогой» в городе Загреб, городе где она впервые попала в автокатастрофу. Вскоре после гибели женщины её вдовец, Иосип Радельяк женился на Влатке Покос на острове Маврикий и были вместе до июня 2007. После этого с лета 2009 года по сентябрь 2012 года Иосип жил в фактическом браке с актрисой Долорес Ламбаша (1981—2013), которая вырастила их дочь Лану. 13 лет спустя после гибели Бегович, 23 октября 2013 года, 32-летняя Ламбаша также погибла в автокатастрофе.